# CanAm Highway
De CanAm Highway is een internationale route in de Verenigde Staten en Canada, die loopt van El Paso aan de Mexicaanse grens naar La Ronge in Canada. De weg loopt door de Amerikaanse staten Texas, New Mexico, Colorado, Wyoming, South Dakota en North Dakota en door de Canadese provincie Saskatchewan. In de Verenigde Staten volgt de CanAm Highway de U.S. Route 85 en de Interstate 25. In Canada volgt de route de provinciale routes 35, 39, 6, 3 en 2.
De naam is een samentrekking van Canada en Amerika. Het concept van de CanAm Highway stamt uit de jaren twintig van de 20e eeuw. Tegenwoordig is de route een corridor binnen de NAFTA. 

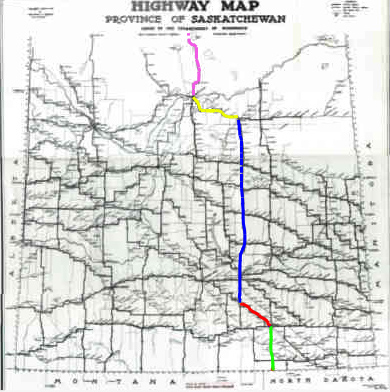
De route in de Canada
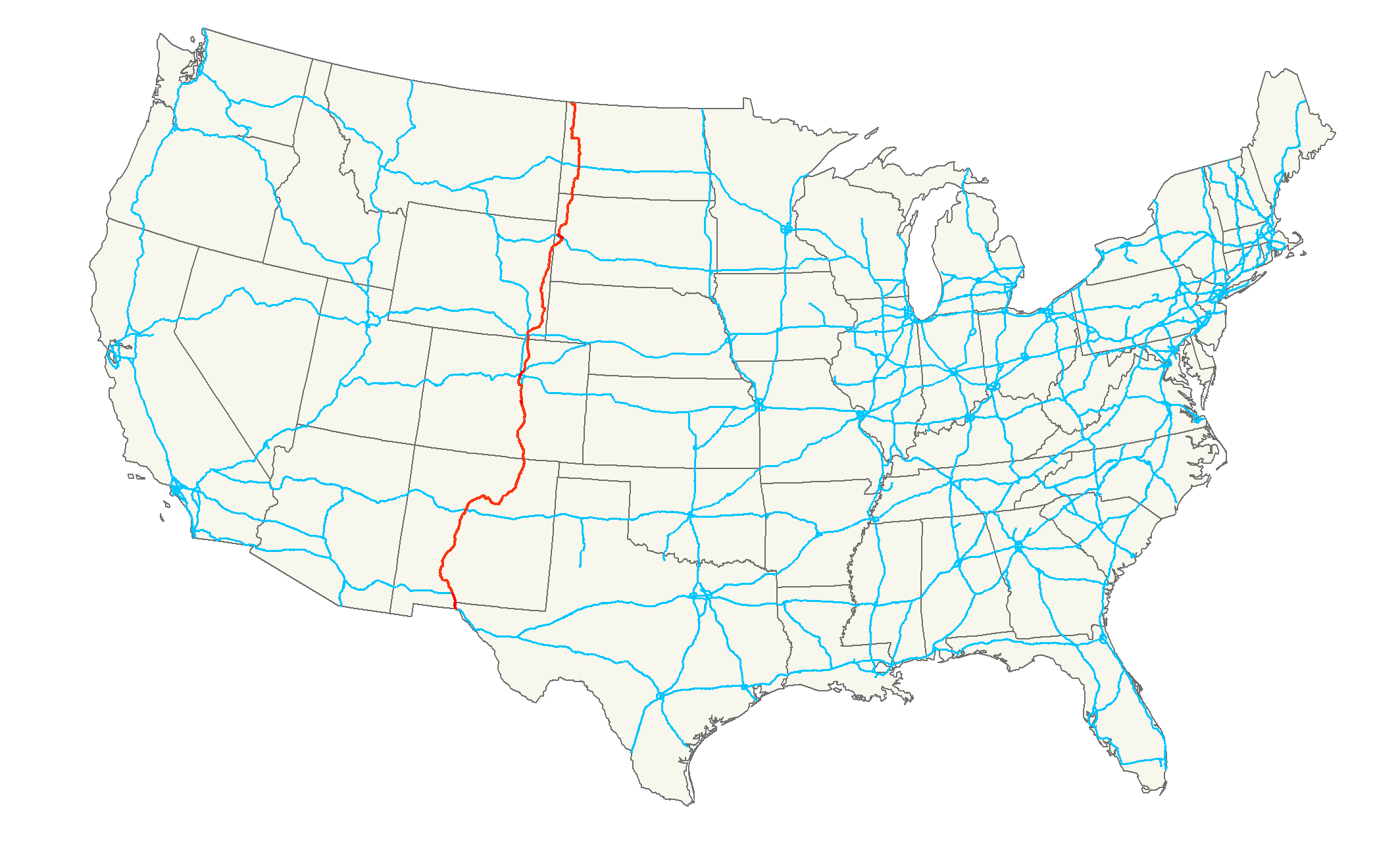
De route in de Verenigde Staten